# ژدیرتس (ناحیه هاولیتشکوف برود)
ژدیرتس (به چکی: Ždírec) یک منطقهٔ مسکونی در جمهوری چک است که در ناحیه هاولیتشکوف برود واقع شده‌است. ژدیرتس ۲٫۵۱ کیلومتر مربع مساحت و ۱۴۳ نفر جمعیت دارد و ۴۸۳ متر بالاتر از سطح دریا واقع شده‌است.